# خانه سعادتمند و پیر مرادی
خانه سعادتمند و پیر مرادی مربوط به دوره قاجار است و در سنندج، خیابان انقلاب، کوچه رشیدی، ضلع شمال شرقی بازار واقع شده و این اثر در تاریخ ۲۵ اسفند ۱۳۸۰ با شمارهٔ ثبت ۵۰۸۶ به‌عنوان یکی از آثار ملی ایران به ثبت رسیده است.